# Branislav Martinović
Branislav „Branko“ Martinović (* 29. November 1937 in Belgrad; † 26. Februar 2015 ebenda) war ein jugoslawischer Ringer. Er war Gewinner von zwei olympischen Medaillen bei den Olympischen Spielen 1960 und 1964 im griechisch-römischen Stil im Leicht- bzw. Federgewicht.

## Werdegang
Branko Martinović, wie er genannt wurde, begann in seiner Heimatstadt Belgrad als Elfjähriger im Jahre 1948 beim Sportclub "Metalcu" Belgrad mit dem Ringen. Er entwickelte sich schnell zu einem hervorragenden Ringer im griech.-röm. Stil und wurde darauf zum Ringerclub Železničar, wo die besten jugoslawischen Ringer im griechisch-römischen Stil konzentriert wurden, delegiert. 1957 wurde er erstmals jugoslawischer Meister im Federgewicht. Sein erster Einsatz bei einer internationalen Meisterschaft erfolgte bei der Weltmeisterschaft 1958 in Budapest im Leichtgewicht. Martinović gewann dort zwei Kämpfe und verlor zwei Kämpfe und kam auf einen guten 6. Platz.
Bei den Olympischen Spielen 1960 in Rom schnitt Martinović, im Leichtgewicht startend, hervorragend ab. Er siegte dreimal, rang gegen den Olympiasieger von 1956 dem Schweden Gustav Freij unentschieden und unterlag nur dem routinierten sowjetischen Sportler Awtandil Koridse. Der Lohn war die Silbermedaille. 1961 erreichte er bei der Weltmeisterschaft in Yokohama im Leichtgewicht mit drei Siegen den 3. Platz. Er erreichte dabei gegen den ungarischen Olympiasieger im Federgewicht Imre Polyák ein Unentschieden, verlor aber wieder gegen Awtandil Koridse.
1962 änderte der internationale Ringerverband (FILA) die Gewichtsklasseneinteilung. Martinović, der bisher im Leichtgewicht, das bis zu einem Körpergewicht von 67 kg ging, startete, bekam nun im eigenen Lande in Stevan Horvat im Leichtgewicht, das nunmehr bis 70 kg ging, härteste Konkurrenz. Horvat hatte bisher im Weltergewicht, bis 73 kg Körpergewicht gerungen, trainierte aber ab 1962 auf das neue Leichtgewichtslimit ab. Branko musste deshalb, um weiterhin bei internationalen Meisterschaften starten zu können, in die Federgewichtsklasse, die ab 1962 bis zu einem Körpergewicht von 63 kg ging, abtrainieren. Dies erforderte von ihm, der im Regelfall um die 70 kg wog, jedes Mal große Entbehrungen.
Die Jahre 1962 und 1963 waren deshalb für Martinović nicht sonderlich erfolgreich. 1964 gelang ihm aber mit dem Gewinn der Bronzemedaille im Federgewicht bei den Olympischen Spielen in Tokio noch einmal ein großer Erfolg. Bemerkenswert dabei war das Unentschieden, das er gegen den sowjetischen Weltmeister Roman Rurua erreichte. Unentschieden rang er auch gegen den für die gesamtdeutsche Mannschaft startenden Lothar Schneider.
In den Jahren danach gelang Martinović bei der Europameisterschaft in Essen im Jahre 1966 noch einmal mit dem 3. Platz ein Medaillengewinn im Leichtgewicht. Er wurde dabei u. a. von Kâzım Ayvaz aus der Türkei und Klaus Pohl aus der DDR besiegt.
Im weiteren Verlauf seiner Karriere, die er noch bis 1968 fortsetzte, gewann Martinović bei internationalen Meisterschaften keine Medaillen mehr.
Nach dem Ende seiner Ringerkarriere arbeitete Branko Martinović erfolgreich als Trainer im jugoslawischen Ringerverband.

### Internationale Erfolge
(OS = Olympische Spiele, WM = Weltmeisterschaft, EM = Europameisterschaft, GR = griech.-röm. Stil, Fe = Federgewicht, bis 1961 bis 62 kg, ab 1962 bis 63 kg Körpergewicht, Le = Leichtgewicht, bis 1961 bis 67 kg, ab 1962 bis 70 kg Körpergewicht)
- 1958, 2. Platz, Turnier in Udine, GR, Le, hinter Otto Schmittner, Bundesrepublik Deutschland u. vor Johann Marte, Österreich;
- 1958, 9. Platz, WM in Budapest, GR, Le, mit Siegen über Bartholomäus Brötzner, Österreich u. Mustafa Tajiki, Iran u. Niederlagen gegen Wiktor Wasin, UdSSR u. Dumitru Gheorghe, Rumänien;
- 1959, 4. Platz, Turnier in Split, GR, Le, hinter Awtandil Koridse, UdSSR, Rıza Doğan, Türkei u. Imre Polyák, Ungarn u. vor Dumitru Gheorghe u. Edmund Seger, Bundesrepublik Deutschland;
- 1960, Silbermedaille, OS in Rom, GR, Le, mit Siegen über Leonardus Piek, Niederlande, Bartholomäus Brötzner u. Dumitru Gheorghe, einem Unentschieden gegen Gustav Freij, Schweden u. einer Niederlage gegen Awtandil Koridse;
- 1961, 2. Platz, Turnier in Klippan/Schweden, GR, Lei, hinter Allan Sundström, Schweden u. vor Klaus Kropka, DDR;
- 1961, 3. Platz, WM in Yokohama, GR, Le, mit Siegen über Allan Sundström, Toshiyuki Sawauchi, Japan u. Niculae Cristea, Rumänien, einem Unentschieden gegen Imre Polyák u. einer Niederlage gegen Awtandil Koridse;
- 1962, 3. Platz, Turnier in Belgrad, GR, Le, hinter Stevan Horvat, Jugoslawien u. Kolupow, UdSSR u. vor Gottlieb Neumair, Bundesrepublik Deutschland;
- 1963, 1. Platz, Mittelmeerspiele in Neapel, GR, Le, vor Ibrahim, Ägypten u. Najjal, Syrien;
- 1963, 7. Platz, WM in Helsingborg, GR, Fe, mit Siegen über Marin Bolocan, Rumänien u. Sverre Johansen, Norwegen, einem Unentschieden gegen Fritz Schrader, Bundesrepublik Deutschland u. einer Niederlage gegen Imare Polyák;
- 1964, Bronzemedaille, OS in Tokio, GR, Fe, mit Siegen über Nour Akha Sayed, Afghanistan, Dinko Petrow, Bulgarien, Svend Skrydstrup, Dänemark u. Ronald Finley, USA, Unentschieden gegen Lothar Schneider, Deutschland u. Roman Rurua, UdSSR u. einer Niederlage gegen Imre Polyák;
- 1966, 2. Platz, Balkan-Spiele in Ljubljana, GR, Le, hinter Boris Butrakow, Bulgarien u. vor Vanhap Pehlivan, Türkei u. Aranidis, Griechenland;
- 1966, 3. Platz, EM in Essen, GR, Le, mit Siegen über Piero Bellotti, Italien, Lukas Schütz, Schweiz u. Miroslav Krupcař, Tschechoslowakei, einem Unentschieden gegen Antal Steer, Ungarn u. Niederlagen gegen Kâzım Ayvaz, Türkei u. Klaus Pohl, DDR;
- 1967, 4. Platz, EM in Minsk, GR, Le, mit Siegen über Boris Butrakow u. Armand Ost, Belgien und einem Unentschieden gegen Franz Schmitt, Bundesrepublik Deutschland;
- 1968, 8. Platz, EM in Västerås, GR, Le, mit Siegen über Frank Solberg, Norwegen u. Veikko Lavonen, Finnland, einem Unentschieden gegen Jerzy Adamek, Polen u. Niederlagen gegen Wladimir Novochatko, UdSSR u. Antal Steer;

### Jugoslawische Meisterschaften
Branko Martinović wurde 1957, 1958, 1959, 1960, 1963, 1964 und 1965 jugoslawischer Meister im griech.-röm. Stil im Feder- bzw. Leichtgewicht.